# 1-forma
En álgebra lineal, una 1-forma o uno-forma o covector (también llamado función lineal), es una aplicación o transformación lineal de un espacio vectorial sobre su cuerpo de escalares, es decir, esta transformación aplica vectores en escalares. Intuitivamente es un objeto matemático definido sobre un cierto dominio {\displaystyle \Omega \subset \mathbb {R} ^{n}} (o de una variedad diferenciable) que "operado" con un campo vectorial da lugar un campo escalar o función definida sobre el mismo dominio. Es decir:

{\displaystyle T:{\mbox{Vec}}_{n}(\Omega )\to \mathbb {R} \qquad {\mbox{Vec}}_{n}(\Omega )={\mathcal {C}}^{(k)}(\Omega ,\mathbb {R} ^{n})}

Donde {\displaystyle {\mbox{Vec}}_{n}(\Omega )} denota el conjunto de funciones vectoriales con derivadas parciales continuas hasta orden n definidas sobre {\displaystyle \Omega }, es decir, es un conjunto formado por campos vectoriales. Una 1-forma o forma uno es un caso particular de n-forma.

## Ejemplos de 1-formas en física
En general, si V es un espacio vectorial sobre un cuerpo k, entonces un funcional lineal ƒ es una función de V a k que es lineal:
{\displaystyle f({\vec {v}}+{\vec {w}})=f({\vec {v}})+f({\vec {w}})} para todo {\displaystyle {\vec {v}},{\vec {w}}\in V}
{\displaystyle f(a{\vec {v}})=af({\vec {v}})} para todo {\displaystyle {\vec {v}}\in V,a\in k}
Al conjunto de todas las transformaciones lineales de un espacio vectorial sobre su cuerpo, Homk(V,k), se le llama espacio dual y se le denota generalmente por V* o V′.
- En mecánica newtoniana diversas magnitudes funcionan como 1-formas. Por ejemplo, el  "trabajo infinitesimal" puede ser formalizado adecuadamente como una 1-forma definida a lo largo de la trayectoria de una partícula:

{\displaystyle \delta W=\mathbf {F} \cdot d\mathbf {r} =F_{x}dx+F_{y}dy+F_{z}dz}

Es una 1-forma, que aplicada a un vector velocidad da la potencia realizada por la fuerza:

{\displaystyle P=\langle \mathbf {F} ,\mathbf {v} \rangle =F_{x}v_{x}+F_{y}v_{y}+F_{z}v_{z}}

La integral a lo largo del tiempo de la potencia, que es un escalar, da el trabajo finito realizado por la fuerza. Cuando la 1-forma trabajo infinitesimal debido a la naturaleza de las fuerzas es una diferencial exacta, se dice que el conjunto de fuerzas forma un campo conservativo.
- En termodinámica el llamado impropiamente "calor infinitesimal" es otra 1-forma, normalmente no exacta, que es expresable en diferentes tipos de coordenadas:

{\displaystyle \delta q=T(S,V)\ dS\qquad \delta q=C_{V}(V,T)dT\qquad \delta q=C_{p}(p,T)dT}

Donde {\displaystyle C_{v},C_{p}} son las capacidades caloríficas bajo volumen y bajo presión constantes respectivamente y {\displaystyle dS,dT} son 1-formas exactas asociadas a las variables de estado, entropía y temperatura respectivamente.
Un factor integrante es una función multiplicativa que convierte a una 1-forma no exacta en exacta. Así un factor integrante para la magnitud "calor infinitesimal" es el inverso de la temperatura, en ese caso la 1-forma resultante puede derivarse de la variable de estado llamada entropía.
- En electrodinámica clásica el potencial vector puede ser considerado una 1-forma sobre un espacio-tiempo de cuatro dimensiones del que se puede derivar todas las componentes del campo electromagnético. Esta 1-forma nunca es exacta a menos que el campo electromagnético sea nulo.
- Un campo vectorial que derive de un potencial admite una representación como 1-forma exacta.

## Ejemplos de 1-formas en matemáticas
- La diferencial total de una función de varias variables puede ser tratada rigurosamente como una 1-forma. Así si se tiene una función de varias variables f(x,y,z) diferenciable, su diferencial total es una 1-forma exacta:

{\displaystyle df={\frac {\partial f}{\partial x}}dx+{\frac {\partial f}{\partial y}}dy+{\frac {\partial f}{\partial z}}dz}

Por ser la anterior una 1-forma exacta, es también una 1-forma cerrada, lo cual implica que:

{\displaystyle {\frac {\partial ^{2}f}{\partial x_{i}\partial x_{j}}}-{\frac {\partial ^{2}f}{\partial x_{j}\partial x_{i}}}=0}

## Integrabilidad de 1-formas: diferenciales exactas
Una 1-forma F, se dice exacta si existe una función g tal que:

{\displaystyle \left[\mathbf {F} =\sum _{i}F_{i}\ dx^{i}\quad {\mbox{exacta}}\right]\quad \Longleftrightarrow \quad F_{i}={\frac {\partial g}{\partial x_{i}}}}

Se puede probar que una condición necesaria y suficiente para que una 1-forma sea exacta, alrededor de algún punto, de acuerdo con el teorema de Poincaré es que exista algún punto en el que se cumpla que:

{\displaystyle {\frac {\partial F_{i}}{\partial x_{j}}}={\frac {\partial F_{j}}{\partial x_{i}}}}

Cuando la condición anterior se satisface en algún punto entonces la 1-forma es localmente exacta en ese punto, es decir, existe una pequeña región alrededor del punto en el que la 1-forma es exacta.

### Diferenciales inexactas en física
Obviamente no toda 1-forma es exacta, un ejemplo físico interesante lo constituye el calor o el trabajo que aparecen en la forma diferencial de la energía interna tal como suele usarse para formular, el primer principio de la termodinámica:

{\displaystyle dU=\delta Q+\delta W\qquad \delta Q:=T(S,V)\ dS\qquad \delta W:=-p(S,V)\ dV}

Obviamente esta diferencial de la energía interna sí es una 1-forma exacta puesto que la energía interna es una variable de estado. Sin embargo, ni el calor, ni el trabajo son 1-formas exactas. Para el calor tenemos:

{\displaystyle \delta Q=T(S,V)\ dS+0\ dV\quad \land \quad \left({\frac {\partial T}{\partial V}}\right)_{S}\neq 0\quad \Rightarrow \quad \lnot \exists {\bar {Q}}(S,V):\left[\left({\frac {\partial {\bar {Q}}}{\partial S}}\right)_{V}=T\land \left({\frac {\partial {\bar {Q}}}{\partial V}}\right)_{S}=0\right]}

En la anterior ecuación si la derivada de la temperatura respecto al volumen fuera nula significaría que el cuerpo tiene una tasa de dilatación adiabática infinita, lo cual es absurdo. Para el trabajo tenemos que por las relaciones de Maxwell, el trabajo no es una 1-forma exacta a menos que el coeficiente de dilatación adiabática (αS) sea cero, ya que el trabajo solo puede ser una diferencial exacta en un sistema termodinámico si y solo si:

{\displaystyle \left({\frac {\partial p}{\partial S}}\right)_{V}=-\left({\frac {\partial T}{\partial V}}\right)_{S}=-{\frac {1}{V\alpha _{S}}}}